# 다리오 베라스
다리오 베라스(1973년 3월 13일 ~ )는 현대 유니콘스의 전 야구 선수다.

## 같이 보기
- 2002년 현대 유니콘스 시즌